# 세번교

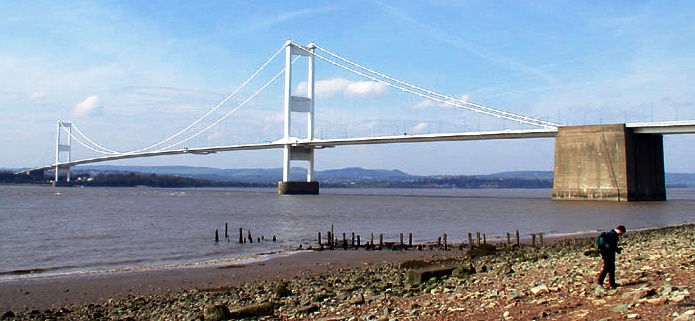
세번교

세번교(영어: Severn Bridge, 웨일스어: Pont Hafren)는 잉글랜드 사우스글로스터셔와 웨일스 몬머스셔 사이의 세번강을 가로지르는 고속도로 현수교다. 잉글랜드와 웨일스를 잇는 최초의 세번 교차로이며, 건설하는 데 3년 반이 걸렸다.